# Mordwinische Sprachen
Die mordwinischen Sprachen (mordwinisch мокшэрзянь, mokschersjan, mokšèrzjan) gehören zur wolgafinnischen Gruppe der finno-ugrischen Sprachen. Sie werden im Ostteil des europäischen Russland von den Mordwinen gesprochen, die aber zu weniger als einem Drittel als Titularnation in der Republik Mordwinien leben. Bei der letzten Volkszählung der Sowjetunion 1989 gaben 67 % der ca. 1,2 Mio. Mordwinen an, Mordwinisch als Muttersprache zu benutzen. Die am nächsten verwandte Sprache ist das Mari.

## Mordwinisch
Das Mordwinische hat sich ab dem 8. Jahrhundert in verschiedenen Hauptdialekten teilweise sehr unterschiedlich entwickelt. Heute noch von Bedeutung sind
- das Ersjanische (Ersänisch, Ersja, эрзянь, ersjan, èrzjan’) und
- das Mokschanische (Mokscha, мокшень, mokschen, mokšen’).

Beide haben sich als Schriftsprachen etabliert. Der Schokscha-Dialekt wird nur noch von wenigen Sprechern gesprochen, das Terjuchische und Karataiische sind mit der vollständigen Assimilation der Sprecher mit Russen und Tataren erloschen.
Der Wortschatz des Mordwinischen ist reich an russischen Entlehnungen, gleichzeitig lassen sich auch zahlreiche Lehnwörter aus Turksprachen und aus iranischen Sprachen finden.
Das Mordwinische kennt typischerweise kein grammatikalisches Geschlecht und keine Artikel und ist eine agglutinierende Sprache, in der aber fast ausschließlich Suffixe verwendet werden (im Gegensatz zu anderen finno-ugrischen Sprachen, in denen auch Präfixe verwendet werden).
Im Ersjanischen verfügt das Mordwinische über elf, im Mokschanischen über zwölf Kasus:
|         | Nominativ | Genitiv   | Dativ      | Ablativ  | Translativ | Illativ | Inessiv  | Elativ    | Prolativ | Lativ   | Abessiv     | Kausativ    |
| ------- | --------- | --------- | ---------- | -------- | ---------- | ------- | -------- | --------- | -------- | ------- | ----------- | ----------- |
| Ersja   | мастор    | масторонь | масторонен | мастордо | масторкс   | масторс | масторсо | масторсто | масторга | мастору | масторвтомо | -           |
| Mokscha | мастор    | масторонь | масторти   | масторда | масторкс   | масторс | масторса | масторста | масторга | масторс | масторфтома | масторонкса |

Es gibt keine Possessivpronomen, stattdessen wird der Besitz durch Anfügung von Possessivsuffixen angezeigt:
|         | 1. Pers. Sg. | 2. Pers. Sg. | 3. Pers. Sg. | 1. Pers. Pl. | 2. Pers. Pl. | 3. Pers. Pl. |
| ------- | ------------ | ------------ | ------------ | ------------ | ------------ | ------------ |
| Ersja   | мастором     | масторт      | масторзо     | масторнок    | масторнк     | масторст     |
| Mokscha | масторозе    | масторце     | мастороц     | мастороньке  | масторонте   | масторсна    |

Wie andere finno-ugrische Sprachen kennt das Mordwinische kein Verb für haben. Der Besitz einer Sache wird stattdessen durch Verwendung des Verbs sein (auf das im Präsens in der Regel gänzlich verzichtet wird), die Anfügung des Possessivsuffixes sowie die Verwendung des Genitivs für den Besitzer ausgedrückt wird: Haus – кудо; ich habe ein Haus – монь кудом (wörtl.: bei mir ist ein Haus)